# Idiocracy
Idiocracy, tendo os títulos provisórios de The United States of Uhh-merica e 3001 (no Brasil, Idiocracia, e em Portugal, Terra de Idiotas) é um filme de humor negro de 2006.  É uma comédia de ficção científica dirigida por Mike Judge, e estrelando Luke Wilson, Maya Rudolph, Dax Shepard, e Terry Crews. O filme conta a história de um soldado que participa de um experimento científico militar de hibernação que dá errado, e ele desperta 500 anos no futuro, em 2505. Descobre então, que o mundo agora vive numa sociedade distópica em que a publicidade, o marketing, o consumismo, o mercantilismo, e anti-intelectualismo cultural funcionam desenfreadamente e que a pressão disgênica resultou numa sociedade humana uniformemente estúpida, insensível ao meio ambiente, desprovida de curiosidade intelectual, responsabilidade social, e noções coerentes de justiça e direitos humanos.
O diretor e roteirista do filme, Mike Judge, escreveu Idiocracy como um meio para cumprir o seu contrato de dois filmes na 20th Century Fox e encontrar um local para expressar seu ponto de vista sobre a trajetória da sociedade estadunidense. Imaginado como um "2001 que deu errado", no qual a sociedade piorou em vez de melhorar, Judge atraiu Luke Wilson para o projeto. A Fox, no entanto, não o lançou quando concluído e não fez nada com ele por quase um ano, não havendo trailers, kits de imprensa, ou projeções para os críticos, antes de liberá-lo apenas em cinemas suficientes para cumprir o acordo de distribuição. Na maioria dos lugares nos EUA onde foi lançado, o título não foi nem enviado, e foi listado como "comédia de Mike Judge sem título". Nem a Fox e nem Mike Judge deram explicações até então, mas o estúdio posteriormente alegou que o filme fora engavetado por não ter sido bem recebido em exibições-teste. Uma outra razão seria que a Fox evitou promover o filme, porque a empresa não quis ofender nem os seus telespectadores nem seus potenciais anunciantes retratados negativamente no filme, e a própria Fox foi alvo de sátira, como na cena do noticiário da Fox News Channel em que um casal de apresentadores mostram uma reportagem completamente nus. Como consequência, a bilheteria foi de apenas US$495,303 em todo o mundo.
Apesar de sua falta de um grande lançamento nos cinemas, o filme atingiu um culto de seguidores. Em 2017, Judge disse ao The New York Times que a falta de marketing e o lançamento em massa do filme foram o resultado de testes negativos. Ele acrescentou que a Fox decidiu posteriormente para não dar ao filme uma campanha de marketing forte, porque o distribuidor acreditava que iria desenvolver um culto de seguidores através do boca-a-boca e recuperar o seu orçamento através do vídeo caseiro de vendas, como teve filme anterior de Judge Office Space.

## Enredo
Em 2005, o bibliotecário do exército dos Estados Unidos, Cabo Joe Bauers (Luke Wilson), é selecionado para um experimento de animação suspensa por ser o indivíduo "mais comum" de todas as Forças Armadas dos Estados Unidos. Na falta de uma candidata adequada do exército, eles contratam uma prostituta chamada Rita (Maya Rudolph), cujo cafetão Upgrayedd (Brad Jordan) foi subornado para permitir que ela participasse. Quando o oficial responsável (Michael McCafferty) é preso por ter iniciado sua própria rede de prostituição sob a tutela de Upgrayedd, o experimento é esquecido. Nos próximos cinco séculos, as expectativas da sociedade levam os humanos mais inteligentes a optar por não ter filhos enquanto os menos inteligentes se reproduzem indiscriminadamente, criando gerações que se tornam cada vez mais burras e viris a cada século que passa. Em 2505, as câmaras de suspensão de Joe e Rita são desenterradas pelo colapso de uma pilha de lixo do tamanho de uma montanha; A câmara de suspensão de Joe bate no apartamento de Frito Pendejo (Dax Shepard), que o expulsa.
O que antes era Washington, D.C. perdeu a maior parte de sua infraestrutura, com pessoas vivendo em cabanas de plástico chamadas de "domistiles". A população humana tornou-se morbidamente estúpida, falando apenas registros baixos de inglês com competência, e são profundamente anti-intelectualistas, com indivíduos recebendo nomes de produtos corporativos. Suspeitando de alucinação, Joe entra em um hospital, onde é diagnosticado de forma incompetente e percebe o que aconteceu com ele e a sociedade. Ele é preso por não ter uma tatuagem de código de barras para pagar sua consulta médica e é enviado para a prisão depois de ter sido designado o grosseiramente incompetente Frito como seu advogado. Enquanto isso, Rita foge de seu quarto e pretende retomar o trabalho como prostituta, mas logo percebe que as pessoas se tornaram tão estúpidas que ela pode cobrar dinheiro dos clientes sem fazer nada por eles. 
Joe é renomeado "não sei" por uma máquina de tatuagem de reconhecimento de fala com defeito. Ele faz um teste de QI e engana um guarda, dizendo-lhe que está sendo liberado e simplesmente sai pela porta. Uma vez livre, Joe encontra Frito e pergunta se existe uma máquina do tempo para devolvê-lo a 2005, subornando Frito com promessas de riquezas por meio de juros compostos em uma conta bancária que Joe abrirá para ele no século 21. Enquanto conduz Joe e Rita para a máquina do tempo, Frito os leva a uma loja gigante da Costco, onde um scanner de tatuagem identifica Joe. Ele é preso, mas fica surpreso quando é levado à Casa Branca, onde é nomeado Secretário do Interior dos Estados Unidos com base no fato de que seu teste de QI o identificou como a pessoa mais inteligente viva. Em discurso, o presidente Camacho (Terry Crews) dá a Joe a tarefa de resolver, dentro de uma semana, a escassez de alimentos do país, que se formou numa Dust Bowl, um fenômeno climático de tempestade de areia, e a economia paralisada; após Joe descobrir que as plantações do país são irrigadas com uma bebida esportiva denominada "Brawndo", cuja corporação pai epónimo tinha comprado o FDA, FCC e USDA. Quando Joe o substituí com água, sem melhorar visivelmente as plantações, as ações da Brawndo caem para zero, e metade da população perde seus empregos, provocando distúrbios em massa.
Joe é condenado a morrer em um caminhão monstro numa corrida de demolição contra um invicto reabilitado (Andrew Wilson), quando Rita descobre que a reintrodução de água de Joe ao solo fez aparecer a vegetação nos campos. Frito mostra as colheitas na tela de exibição do estádio, e Camacho dá a Joe o perdão total, nomeando-o vice-presidente. Joe e Rita descobrem que a máquina do tempo que Frito falou de é na verdade, um parque temático de viagem histórica imprecisa. Após a aposentadoria de Camacho, Joe é eleito Presidente. Joe e Rita se casam e ela engravida das três crianças mais inteligentes do mundo, enquanto Frito, agora vice-presidente, teve oito esposas e virou pai das 32 crianças mais estúpidas do mundo. Uma cena pós-créditos mostra uma terceira câmara de suspensão liberando Upgrayedd, com a intenção de trazer Rita de volta, exatamente como ela havia previsto antes.

## Elenco
- Luke Wilson — Cabo Joe Bauers
- Maya Rudolph — Rita
- Dax Shepard — Frito Pendejo
- Terry Crews — Presidente Dwayne Elizondo Mountain Dew Herbert Camacho
- Anthony Campos — Secretário de Defesa
- David Herman — Secretário de Estado
- Sara Rue — Procuradora-geral
- Kevin McAfee — Bailiff
- Robert Musgrave — Sargento Keller
- Michael McCafferty — Tenente Coronel Collins
- Justin Long — Dr. Lexus
- Andrew Wilson — Beef Supreme
- Kevin Klee — Hormel Chavez
- Randal Reeder — Bandido do Serviço Secreto
- Scarface — Upgrayedd
- Thomas Haden Church — CEO de Brawndo
- Stephen Root — Juiz Hank "The Hangman" BMW
- Matt Bruce
- Brendan Hill — Secretário de Energia

## Produção
Títulos inicial do filme seria The United States of Uhh-merica e 3001. Filmagem ocorreram em 2004 em vários estágios na Austin Studios e nas cidades de Austin, San Marcos, Pflugerville, e Round Rock, Texas. O ator Artie Lange fez um teste para participar do filme.
Sessões de teste começaram em março de 2005 produzindo relatórios não oficiais de reações fracas do público. Depois de alguma refilmagem no verão de 2005, uma exibição de teste no Reino Unido em agosto produziu um relatório de uma impressão mais positiva.

## Lançamento
Data de lançamento original de Idiocracy foi em 5 de agosto de 2005, de acordo com Mike Judge. Em abril de 2006, a data de lançamento foi marcada para 1 de setembro de 2006. Em agosto, inúmeros artigos revelaram que o lançamento era para ser colocada em espera indefinidamente. Idiocracy foi lançado, como previsto, mas apenas em sete cidades (Los Angeles, Atlanta, Toronto, Chicago, Dallas, Houston, e de na cidade natal de Mike Judge, Austin, Texas), e se expandiu para apenas 130 cinemas, não fazendo uso das usuais ampliações de lançamento de 600 ou mais cinemas. De acordo com o Austin American-Statesman, 20th Century Fox, distribuidora do filme, não fez nada para promover o filme; enquanto cartazes foram lançado nos cinemas, "não há trailers do filme, sem anúncios, e apenas duas fotografias" e não há kits de imprensa foram lançados.
O filme não foi exibido para os críticos. A falta de informações concretas de Fox levaram à especulação de que o distribuidor pode ter tentado ativamente manter o filme de ser visto por um grande público, ao cumprir uma obrigação contratual da versão do cinema estar à frente de um lançamento do DVD, de acordo com Ryan Pearson da AP. Essa especulação foi seguida de crítica aberta à falta de apoio do estúdio de Ain't It Cool News, Time, e Esquire. Joel Stein da Time escreveu "anúncios e trailers do filme testados escandalosamente", mas, "ainda, abandonar Idiocracy parece particularmente injusto, uma vez que Judge fez um monte de dinheiro para a Fox".
No The New York Times, Dan Mitchell argumentou que a Fox pode estar se afastando do conto de advertência sobre baixa inteligência disgênica, porque a empresa não quis ofender nem os seus telespectadores ou potenciais anunciantes retratado negativamente no filme notando que no filme, serviço Starbucks oferece punhetas, e o lema da Carl's Jr. foi degenerado de "Não me incomode. Eu estou comendo." para "Foda-se! eu estou comendo!"

### Desempenho nas bilheterias
| Filme     | Data de lançamento | Receitas de bilheteria | Receitas de bilheteria | Receitas de bilheteria | Ranking de bilheteria     | Ranking de bilheteria | Orçamento    | Referência |
| Filme     | Estados Unidos     | Estados Unidos         | Internacional          | Mundial                | Apenas nos Estados Unidos | No resto do mundo     | Orçamento    | Referência |
| --------- | ------------------ | ---------------------- | ---------------------- | ---------------------- | ------------------------- | --------------------- | ------------ | ---------- |
| Idiocracy | Setembro de 2006   | $444,093               | $51,210                | $495,303               | #6,914                    | Desconhecido          | Desconhecido | [ 27 ]     |

Receitas de bilheteira totalizaram $444,093 em 135 cinemas nos Estados Unidos

### Recepção crítica
Embora não tenha sido exibido com antecedência para os críticos, Idiocracy recebeu críticas positivas. Em Rotten Tomatoes, o filme tem 74% de aprovação, com base em 43 avaliações, com uma classificação média de 6.5/10. O consenso crítico do site diz: "Idiocracy apresenta a hilaridade e a sátira mordaz que só poderiam vir de Mike Judge". Em Metacritic, o filme tem uma pontuação de 66 em 100, com base em 12 críticos, indicando "revisões geralmente favoráveis".
Idiocracy não foi exibido para os críticos, mas o filme recebeu críticas favoráveis. Positivamente focado em conceito, elenco, e humor; a maior parte da crítica foi direcionada a questões do lançamento do filme ou em efeitos especiais e problemas de enredo. Escrevendo para o Entertainment Weekly, Joshua Rich afirmou que "Mike Judge nos implora para refletir sobre um futuro em que a Britney e K-Fed são como o novo Adão e Eva". Nathan Rabin  do A.V. Club encontrou Luke Wilson "perfeitamente moldado [...] como um homem comum por excelência"; e escreveu sobre o filme: "Como a ficção científica muito superior, Idiocracy usa um futuro fantástico para comentar sobre um presente".
Em outros países, o filme foi revisado positivamente. John Patterson, crítico para o The Guardian, escreveu que "Idiocracy não é uma obra-prima, mas é infinitamente engraçado", e da popularidade do filme, descreveu ter visto o filme "em uma casa meio vazia. Dois dias mais tarde, no mesmo lugar, mesmo show—lotado".
No Brasil, a revista Veja chamou o filme de "politicamente incorreto", recomendou que os leitores vejam o DVD, e escreveu "...o filme passou voando pelos cinemas americanos e nem estreou nos brasileiros. Prova de que o futuro vislumbrado por Judge não está assim tão distante". Crítico Alexandre Koball do CinePlayers, deu ao filme uma pontuação de 5/10, juntamente, escrevendo, "Idiocracy não é exatamente um filme recomendável. Nem para os amantes de comédias, pois não é exatamente engraçado, e muito menos para quem gosta de ficção científica e filmes sobre a vida no futuro, pois não é inovador na apresentação do mundo que cria. Mas é um filme feito para pensar, nem que seja por meros cinco minutos. E por isso, consegue ficar um ponto acima em relação à horrível média das comédias lançadas nos últimos anos no cinema norte-americano". Já o site JoBlo em sua coluna O Melhor Filme Que Você Nunca Viu disse que o filme é ótimo e uma das melhores sátiras sociais modernas já feitas, escrevendo que "No entanto, acho que Idiocracy é mais uma comédia de advertência, que fala muito sobre onde estamos, para onde vamos e como contornar um mundo onde ver Big Brother e sobreviver apenas pelo alfabetismo funcional é mais importante do que ler livros".
Escrevendo para o Salon.com Adam Johnson acusou o filme de apoiar a eugenia, dizendo: "Enquanto o filme é inteligente o suficiente para evitar o racismo, ele mergulha primeiro no classismo bruto".
O filme tornou-se objeto de adoração por jornalistas e sociólogos das Américas. De tempos em tempos e com o passar dos anos, análises e lembranças surgem sobre as questões sociais ali abordadas e sobre como algumas delas se tornaram reais.
- A revista Time, em um artigo digital datado de 12 de maio de 2012[36] e classificada sob o tema do humor, fala sobre a banalização da campanha presidencial nos Estados Unidos e a linguagem chula usada nela. Ele também fala sobre a previsão feita no filme de que palavras são substituídas por pictogramas na televisão e nas redes sociais. Joel Stein, autor do relatório, propositadamente entrevistou os cineastas do filme, especialmente Mike Judge (diretor), que confessou que não se considerava um profeta, mas tinha medo das semelhanças que o mundo e seu trabalho tomaram.

- A revista Rolling Stone publicou em 2014[37] uma série de artigos especiais sobre filmes que por diversos motivos foram esquecidos ou que, pelo menos, não receberam o seu justo reconhecimento na época. No capítulo dedicado à "Idiocracy", escrito por David Fear, é detalhado que o slogan do filme passou a ser, na verdade, "um filme que originalmente era uma comédia, mas se tornou um documentário". Salienta que, nas palavras do diretor Mike Judge, a inspiração para o trabalho cinematográfico foi obtida em 2001 na fila para entrar com sua família em um parque de diversões e ele observou uma briga verbal muito forte entre duas mulheres atrás dele que também estavam com seus próprios filhos, o que ele considerou um péssimo exemplo para a infância e o levou a pensar sobre aonde a sociedade americana está indo. O trabalho enfrentou a recusa de exibi-lo por temor de possíveis processos legais de marcas muito semelhantes aos reais e que foram parodiados ao extremo. O artigo conclui que, embora considerem que ainda não se tornou um documentário, com a passagem de uma ou duas gerações, o fará, sugerindo que ainda há muito material a ser cortado neste trabalho cinematográfico.

- A revista digital "Crave" em 2013[38] dedicou uma análise intitulada "10 coisas que a 'Idiocracy' previu poderia acontecer e infelizmente nós as temos" e o autor, Cory Dudak, numerou precisamente:

1. A tendência da mídia para o mercado e ganhar dinheiro com pornografia e até mesmo aqueles que assim expressamente objeto para fazer isso, mas usar as pessoas em seu livre arbítrio, tornar seus produtos tecnológicos e que inevitavelmente os faz ganhar dinheiro indiretamente com pornografia.
2. Publicidade onipresente: em qualquer lugar na Internet, e com o avanço da tecnologia, publicidade exagerada e indesejada é apresentada em todos os momentos e lugares e até mesmo em telefones celulares por meio de aplicativos que não são gratuitos e, ainda por cima, mostram publicidade não desejado ou relacionado ao aplicativo instalado.
3. Linguagem grosseira na publicidade: para o ponto anterior, o uso de palavrões e/ou sua associação com eles é jogado no jogo de palavras com material audiovisual, o que constitui uma falta de respeito para o cliente.
4. Obesidade: A tendência da sociedade americana para a obesidade é empurrada para os tamanhos mínimos de alimentos nas cadeias de fast food, que são sobrecarregados em calorias, gorduras e açúcares e oferecidos a um preço mais baixo, o que leva a um beco em cidadãos que trabalham das 9 às 5 e são forçados a comer na rua e não em suas próprias casas.
5. Avalanches do lixo: embora essa questão tenha sido levantada em outros filmes como WALL·E a forma como eles a apresentam em “Idiocracia” através de telejornais tornou-se realidade como ocorreu na Guatemala em 2008, onde 20 pessoas perderam suas vidas.[39]
6. Linguagem humana: observa e alcança a mesma conclusão alcançada pela revista Time e critica o uso desnecessário e abusivo de contrações e abreviações de palavras.
7. veículo desligamento remoto: no filme a polícia fora, de longe, o veículo onde fogem os protagonistas e hoje essa possibilidade está disponível para as autoridades eo que é pior, nas mãos de hackers e crackers que tiveram acesso a dita característica em certas marcas e modelos de veículos.[40]
8. Sistema de posicionamento global GPS: destaca que atualmente muito poucas pessoas têm a capacidade de usar e interpretar um mapa em papel para ir a qualquer lugar e que mesmo esses dispositivos não mais apenas orientam o motorista, mas fazem pedidos diretamente que trouxeram acidentes infelizes.[41]
9. A popularização de programas baseados em pessoas que batem uns nos outros na tela, que são baratos para produzir e passar para o riso fácil no telespectador e até desenvolveram aplicativos para telefones celulares para visualizá-los em todos os momentos e lugares.
10. No filme eles mostram um filme de grande sucesso que ganha vários Oscars e são apenas 90 minutos de um par de nádegas expostas, incluindo flatulência. Na vida real, o autor diz que não estamos longe deles e refere-se ao vídeo lançado pela banda de música chilena Astro e foi censurado pela empresa Youtube, mas volta a ser publicado por centenas de outros fãs da banda, cumprindo e o que foi colocado pela revista Rolling Stone em seu artigo, a comercialização de pornografia direta e indiretamente.

- O crítico de cinema mexicano Carlos de la Rosa[42] em seu blog comenta e também concorda com os pontos indicados acima e afirma que já estamos vivendo uma "idiocracia". Acrescente-se ao tema a sinalização da tendência da grande mídia jornalística de usar homens e mulheres "com pouca roupa e sem inteligência ou critérios" repetindo repetidas vezes a mesma notícia que os torna obstinados à redundância da mídia. Ele ressalta que a realidade ultrapassa o filme, pois há noticiários em que as meninas gradualmente tiram suas roupas enquanto informam o público, que são os casos do Desnudando la Notícia da Venezuela e o Naked News do Canadá.

### Home media
Idiocracy foi lançado em DVD em 9 de janeiro de 2007 com cenas e proporções de tela mudadas, cenas deletadas, faixas de idiomas inglês e espanhol, e legendas em inglês, espanhol e francês. Em fevereiro de 2007, ele tinha ganhado $9 milhões em aluguel de DVD, mais de 20 vezes a sua receita de bilheteria nos EUA de menos de $450,000.
No Reino Unido, as versões sem cortes do filme foram mostrados no canal por satélite Sky Comedy em 26 de fevereiro de 2009, com a estreia por televisão digital terrestre exibida na Film4 no dia 26 de abril de 2009.
No Brasil, o filme foi lançado diretamente em vídeo.

## Spin-off
Em agosto de 2012, Crews disse que estava em negociações com o diretor Judge e Fox sobre uma possível spin-off de Idiocracy com seu personagem Presidente Camacho, inicialmente concebido como uma websérie. Uma semana antes das eleições estadunidenses de 2012, ele repetiu o personagem em um série de curtas para o site Funny or Die.

## Análise
A ideia de uma sociedade distópica baseada na disgenia não é nova. No romance de ficção científica The Time Machine de H. G. Wells postula uma sociedade descentralizada dos seres humanos, assim como o conto "The Marching Morons" de Cyril M. Kornbluth, semelhante ao "Epsilon-minus Semi-Morons" do livro de Aldous Huxley, Admirável Mundo Novo.